# 차란 싱

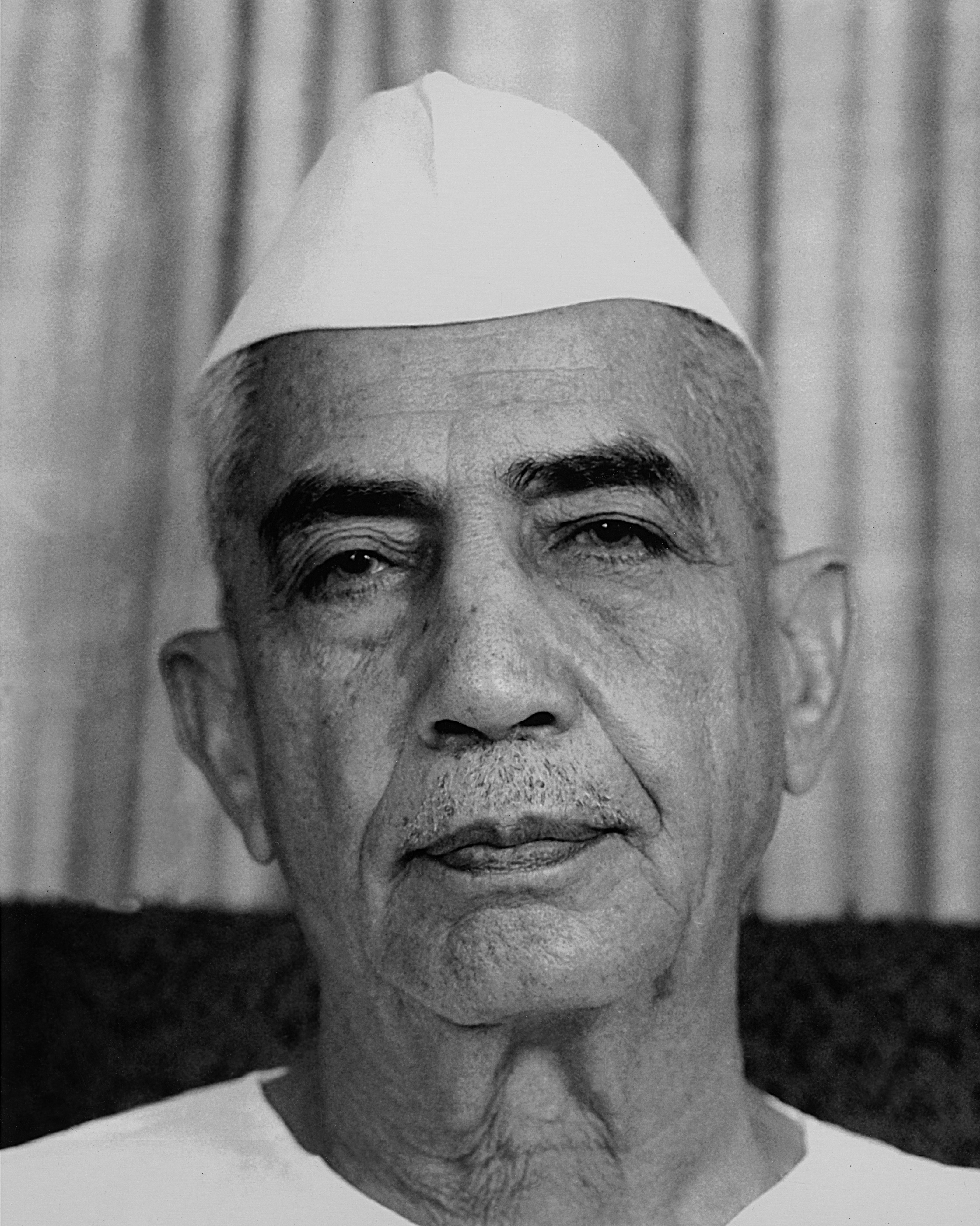

차우다리 차란 싱(영어: Chaudhary Charan Singh, 1902년 12월 23일 ~ 1987년 5월 29일)은 인도의 정치인으로, 1979년 7월 28일부터 1980년 1월 14일까지 인도의 제5대 총리를 지냈다. 역사학자들과 사람들은 그를 주로 "인도 소작농의 대변자"라고 부른다.
1902년 12월 23일 우타르프라데시주 하푸르구(구 미루트구) 누르푸르의 잣인 소작농 집안에서 태어났다. 마하트마 간디의 영향을 받아 독립운동에 뛰어든 것을 계기로 정계에 입문했으며, 1931년부터 귀족사회 가지아바드구 및 인도 국민회의(이하 회의당) 미루트구에서 활동하면서 두 차례나 영국 식민당국에 의해 투옥되기도 했다. 독립 전인 1937년 연합주(현 우타르프라데시)의회 의원으로 당선되었는데, 이후 마을 경제에 불리한 법을 개정하는 데 관심을 가지며 지역민들과 정치적, 현실적 관계를 맺으며 지주의 농민 착취에 맞섰다.
1952년부터 1967년까지 그는 "회의당 주정치의 3대 인사" 중 하나였다. 1950년대부터 우타르프라데시주에서 각종 법안 초안 작성 및 완성을 주도했는데, 이는 훗날 판디트 고빈드 발라브 판트 주수상의 지도 하에 대대적인 토지 개혁이 이루어지는 데 크게 기여했다. 처음에는 정무차관에서 시작하였다가, 이후 수익장관에 오르면서 토지개혁을 담당하게 되었다. 1959년 회의당 나그푸르시당에서 자와할랄 네루 총리의 사회주의, 집산주의적 토지 정책에 공개적으로 반대하는 연설을 한 것을 계기로 전국 무대로 발을 딛게 되었다. 이로 인해 회의당 우타르프라데시주당에서의 입지가 축소되었으나, 다른 한편으로는 북부의 중산층 노동자들이 계급에 여념 없이 그를 대변인이자 의심 없는 지도자로 추앙하는 계기가 되었다. 그는 강력한 정부 지출, 부패 관리들에 대한 처벌 집행을 지지했으며, 이외에도 "임금 및 생활방위수당 인상에 대한 공무원들의 요구에 단호히 대처할 것"을 지지했다. 또한 회의당 주당에서 본인이 추구하는 정책들과 가치를 선명하게 전달함으로서 동료들의 주목을 받을 수 있었다. 결국 1967년 4월 1일 회의당을 탈당하고 야권에 합류했으며, 이후 최초의 비(非)회의당 출신 우타르프라데시주지사가 되었다. 이 시기(1967-1971) 회의당은 인도에서 매우 강력한 권력을 쥐고 있었다.
인민당 연합의 구성원인 인도 민중당의 대표였던 그는 1977년 자야프라카시 나라얀이 모라르지 데사이를 총리로 추천하면서 권력에 오르지는 못했지만, 대신 농촌경제를 위한 급진적인 경제 정책들을 펼칠 수 있었다.
싱은 1974년부터 야권에서 홀로 힘겨운 싸움을 벌이고 있었는데, 1977년 총선을 몇 달 앞두고 분열된 야권은 인민당이라는 간판 아래 연합했다. 1967년 당시 싱이 주수상이 될 수 있도록 도와주었던 라지 나라인이 1979년 비록 본인이 인민당-세속파의 총재였음에도 불구하고 싱이 총리가 될 수 있도록 도와주었다. 하지만 싱은 24주 만에 회의당이 지지를 철회하면서 총리직에서 물러났다. 이에 본인은 인디라 간디의 비상사태 관련 재판의 위압을 받고 싶지 않아서였다고 밝혔다. 6개월 후 조기총선이 치러졌으며, 1987년 죽을 때까지 야권으로서의 민중당을 이끌었다.